# Conjectura de von Neumann
Em matemática, a Conjectura de von Neumann, também conhecida como conjectura de von Neumann-Day, afirma que um grupo G é não-ameno se, e somente se, G contém um subgrupo que seja grupo livre sobre dois geradores. O primeiro contraexemplo dessa conjectura foi dado em 1980, por Alexander Ol'shanskii.
Em 1929, trabalhando com o Paradoxo de Banach-Tarski, John von Neumann definiu o conceito de grupo ameno e mostrou que nenhum grupo ameno contém um grupo livre de posto dois. O que fez com que vários autores afirmassem que todo grupo não-ameno contém um subgrupo livre de dois geradores. O nome de von Neumann é associado à conjectura, sendo sua primeira menção ser devido a Mahlon Day, em 1957.
Um teorema importante sobre essa conjectura é o da Alternativa de Tits, que em particular estabelece a conjectura para a classe de grupos lineares.
Historicamente, o primeiro contraexemplo em potencial foi o grupo de Thompson {\displaystyle F}, o qual a amenabilidade ainda é um problema em aberto. Alexander Ol'shanskii mostrou, em 1980, que a conjectura é falsa demonstrando que o grupo Monstro de Tarski, que facilmente é visto que não contém um grupo livre de posto dois, é não-ameno. Dois anos mais tarde, Sergei Adam mostrou que certos grupos de Burnside também são contraexemplos. No entanto, nenhum desses era finitamente apresentados. Por esse motivo, por alguns anos foi considerado que a conjectura fosse válida para grupos finitamente apresentados. Em 2003, Ol'shanskii e Mark Sapir exibiram uma coleção de grupos finitamente apresentados que não satisfazem a conjectura.
Em 2012, Nicolas Monod encontrou um contraexemplo da conjectura considerado fácil, dado por homeomorfismos lineares por partes da reta real. Seu grupo é de compreensão notavelmente simples. Além disso, compartilha várias propriedades conhecidas de grupos amenos, apesar de não sê-lo. Em 2013, Yash Lodha e Justin Moore conseguiram isolar um subgrupo do grupo de Monod que é não ameno finitamente apresentado livre de torção como contraexemplo para a conjectura. Tal subgrupo, conhecido como grupo de Lodha-Moore, é gerado por três elementos e possui nove relações. Mais tarde, Lodha também mostrou que esse grupo é do tipo {\displaystyle F_{\infty }}.